# Стоян Филипов (генерал-майор)
Стоян Димитров Филипов е български офицер, генерал-майор от медицинската служба, проф. д-р, главен анестезиолог на българската народна армия.

## Биография
Роден е на 9 декември 1923 г. в София. През 1949 г. завършва медицина в София. Същата година влиза в българската армия. От 1949 до 1950 г. е военен лекар в поделение в Хасково. След това до 1951 г. е в поделение в Момчилград. През 1951 г. е назначен за ординатор във 2-ро хирургическо отделение на Централния военен госпитал с поликлиника. Между 1954 и 1958 г. е старши ординатор в преименувалия се на Общоармейска болница военен госпитал. От 1950 до 1955 г. специализира хирургия, като в част от периода е във военномедицинската бригада в Корея. Между 1958 и 1959 г. е завеждащ кабинет при Отдела за военномедицинска подготовка на Министерството на отбраната. В периода 1960 – 1963 г. е старши преподавател в Катедрата по военнополева хирургия и към Висшия военномедицински институт. През 1963 г. вече като подполковник е назначен за пръв началник на отделението по анестезиология към Катедрата по военнополева хирургия. През 1964 г. преминава 1-годишна специализация в Европейския център по анестезиология на СЗО в Копенхаген. През 1965 г. отделението се превръща в клиника, а през 1971 г. става Катедра по анестезиология, реанимация и интензивно лечение (КАРИЛ). От 1966 г. е доцент, а от 1974 г. е професор и главен анестезиолог на армията. От 1979 г. е генерал-майор от медицинската служба. Заслужил лекар (1978).
Сред неговите приноси са въвеждането на хипербарната оксигенотерапия във Военномедицинска академия. По негова идея Вазовските машиностроителни заводи в Сопот произвеждат първата хипербарна камера в България, която е монтирана в коридора на мазето на Академията за първоначални изпитания. Умира на 4 август 1986 г.

## Трудове
- Кръвопреливане и кръвозаместващи разтвори
- Обезболяване
- Реанимация
- Травматичен шок. Изд. Медицина и физкултура, 1982